# Lars Jakobsen (tegner)
 For alternative betydninger, se Lars Jakobsen. (Se også artikler, som begynder med Lars Jakobsen)
Lars Jakobsen (født 1964) er en dansk tegner, forfatter, serieskaber og dokumentarfilmskaber.

## Baggrund
Lars Jakobsen blev født i 1964 og gik i skole i Hørning. Han tegnede meget som barn og vidste allerede dengang, at det var det han ville arbejde med. Han gik på Teknisk Skole, hvorefter han arbejdede som reklametegner i den grafiske branche, først for andre, og senere som selvstændig. Han bor i Skanderborg.

## Karriere
Lars Jakobsen har tegnet modetøjsillustrationer, tryksager, reklame og har desuden beskæftiget sig med filmproduktion, herunder produktion af underholdningstegnefilm. Som filmskaber arbejder han med alt fra manuskript, drejebog, fotografering, realfilmoptagelser, foruden med tilrettelæggelse, instruktion, animation og som filmklipper. Mortensen-serien kom første gang i 1993 fra forlaget Ultima. Forlaget lukkede, og så var det slut med Mortensen-serien, men i 2008-09 fik han mange henvendelser om at genudgive serien, hvorefter han kontaktede forlaget Wisby og Wilkens og spurgte dem, om de ville udgive serien, men denne gang i farver. Og det ville de. Samtidig fik han kontakt med et amerikansk forlag via den amerikanske tegneseriefestival MoCCA, og dette forlag ville gerne udgive Mortensen i USA. Egentlig havde Lars Jakobsen håbet, at der var et forlag som ville udgive hønsestriben, men det var der ikke, i stedet blev det Mortensen-serien, der blev udgivet i USA hos forlaget Graphic Universe. Han fik en kontrakt på at "modernisere" de tre eksisterende album samt producere tre nye.
Lars Jakobsen har produceret dokumentarfilmene ”Livsbilleder” og ”Bageren”, og så har han også lavet tegnefilmindslag i en film for Miljøstyrelsen.
Siden 2000 har han været tegner for Hudibras samt lavet novelle-illustrationer for Ugeblade. Fra 2004 til 2010 produceret en lang række dokumentarfilm om Danmarks historie. Mest kendt for sin ugentlige humorserie ”Ganske vist” som hver uge er at finde i Familie Journalen og en gang imellem i Basserne. Han har stået bag en række initiativer og tiltag inden for tegneserier i Danmark. I 2011 startede han tegneseriefestivalen Art-bubble.dk.
Mortensens Mondæne Meritter er tegnet af Lars Jakobsen. Den hæsblæsende tegneserie om tidsagenten Mortensen udkom første gang i 1993. Serien blev delvist omtegnet og genudgivet i hardcover i 2009 og fortsætter. Serien er også udgivet på engelsk med titlen Mortensen’s Escapades.
Han har udgivet dokumentarfilmen Eventyret om dansk tegnefilm i 2008. Filmen er på 150 minutter og handler om alt, hvad der på dansk er lavet af tegne- og animationsfilm. Den er udgivet på en dobbelt-dvd.

### I serien Mortensens Mondæne Meritter
- Den røde rubin, Wisby & Wilkens, 2011
- Spjældet i Santa Fé
- Den mystiske palæotyp
- Tigerens Øje
- Den falske mumie
- Tunnelen
- Tulipan notatet

### Sammen med Eric Dahl Mikkelsen
- Scottie, ISBN 87-89190-99-8
- Sprutten (Serien er oprindeligt tegnet af Mik i 50'erne. Men videreført af Eric Dahl Mikkelsen og Lars Jakobsen.)[5]
- Lille Rudolf